# Michael Seida

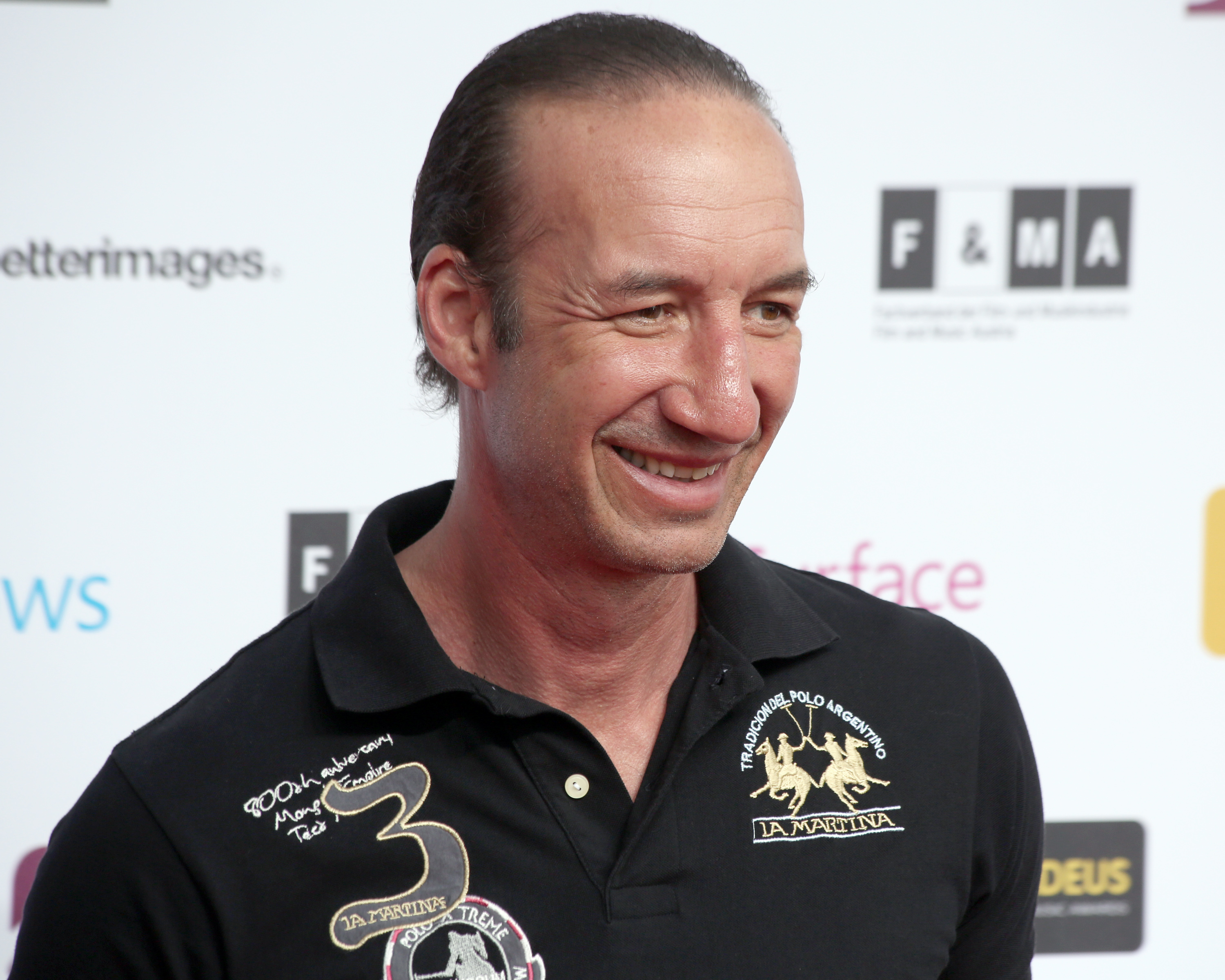
Michael Seida (2014)

Michael Seida (* 3. März 1964 in Wien) ist ein österreichischer Sänger, Songwriter, Tänzer, Entertainer und Produzent.

## Leben
Michael Seida wuchs von 1966 bis 1991 in Wien-Simmering auf. Nach dem Schulabschluss absolvierte er eine Lehre als Kühlerspengler. Er begann künstlerisch als Freestyle-Dancer, Breakdancer und bildete sich autodidaktisch im Stepptanz aus. Dies führte ihn zu vielen Engagements auf Kreuzfahrten rund um die Welt und in  Varietétheatern bis in die USA und mehrmals nach Australien. Als Sänger spezialisierte er sich hierzulande auf seine Übersetzungen der Lieder des legendären „Rat Pack“ (Frank Sinatra, Dean Martin, Sammy Davis Junior).
Michael Seida textet und komponiert vielfach gemeinsam mit dem Gitarristen Goran Mikulec, beispielsweise die Alben „Augn auf dein Traum (2014)“ und „Liebe wird’s immer gebm (2024)“. Er singt seit der Gründung der Sessions Band 2009 auch anderes amerikanisches Liedgut aus Stilen wie: Folk, Country, Gospel, Rock, Pop in österreichischer oder dialektal Wienerischer Übersetzung. 
Der amerikanische Sänger und Songwriter Paul Anka gestattete Michael Seida 2015 seine „My Way“ Übersetzung für Frank Sinatra in der österreichischen Version „Mei Weg“ von Michael Seida für die CD und das Album „Seida singt Sinatra“ zu verewigen. 
Mit dem gospeligen Traditional „Jacobs Ladder“ - „Unsan Vodan“ und dem Countrysong „I steh im Stau“ gelangen Seida 2010 zwei Hits in der Austropopszene. Beide Lieder stammen von dem Album „Leben“ das 2010 veröffentlicht wurde und 2012 den Status Gold für die Produzenten Martin Payr & Michael Seida erreichte. 
Am 15. April 2014 wurde Michael Seida von Bürgermeister Michael Häupl die Auszeichnung Goldener Rathausmann für seine musikalischen Verdienste im In- und Ausland verliehen.
Seit Oktober 2024 ist der vielseitige Singer, Songwriter, Entertainer, Mental und Personaltrainer auch als Morgenmoderator bei Radio SOL zu hören. Mit einer einzigartigen Mischung aus persönlicher Lebenserfahrung, motivierenden Gedanken, Mentaltipps und selbst gewählter Musik. Jeden Do. & Fr. von 7 bis 9 Uhr morgens.

## Filmografie
Michael Seida arbeitete gelegentlich auch als Schauspieler und wirkte in einigen Spielfilmen, TV-Serien und einer Fernsehdokumentation mit:
| - 1994: Zigeunerleben - 1994: Monte Video TV-Serie - 2004: Kommissar Rex TV-Serie - 2007: Diktatoren küssen besser - 2012: Mein Simmering ORF Dokumentation |

## Diskografie
- Am Weg (2004)
- Leben (2010)
- Weihnachtsgf’ühl (2012)
- Augn auf dein Traum (2014)
- Seida singt Sinatra (2015) (erschienen am 4. Dezember 2015)
- Michael Seida & Sessions Band: Live im Prater - Kaiserwiese (CD & DVD) (2016) (erschienen am 27. September 2016)
- Stille Nacht - Silent Night, Michael Seida & Steve Nick (Single-CD) (2016) (erschienen 18. November 2016)
- Liebe Wirds Immer Gebm (2024)

## Sportliche Erfolge
Medaillenränge in Taekwondo
- 1999 Neulingsmeister Wien (Gold)
- 1999 Lee Kwang-Bae Cup Wien (Gold)
- 2000 Staatsmeister Salzburg (Gold)[14]
- 2000 Wiener Meisterschaft (Silber)
- 2000 Tübingen Pokal (Bronze)
- 2000 Park Pokal Sindelfingen (Bronze)
- 2001 Korean Open Champion World Taekwondo Festival Korea (Gold)
- 2003 Austrian Open Steiermark (Bronze)

Mitglied im Österreichischen Nationalteam 2000–2002
- 2001 Europacup Teambewerb 6ter Platz in Turku / Finnland

## Auszeichnungen und Ehrungen
Zu den Auszeichnungen und Ehrungen Michael Seidas gehören unter anderem:
- Korea Olympia Taekwondo Team Auszeichnung (2013)
- Goldener Rathausmann (2014)[7]
- Sportehrenzeichen Bronze der Stadtgemeinde Baden, für sportliche Leistungen im Taekwondo für den Verein Baden (2014)
- Stern am Walk of Stars im  Gasometer Wien Simmering (2014)[15], 2016 übersiedelt in den Wiener Prater, Riesenradplatz[16]. Museum seit 2022 geschlossen.[17]
- Simmering Medaille (2015)